# Grandes Rousses
De Grandes Rousses is een bergmassief in de Franse Alpen in de departementen Isère en Savoie.
Het massief wordt tot de Dauphiné-Alpen gerekend. De Col de la Croix-de-Fer, de Arvan en de Ferrand scheiden het van het Arves-massief in het oosten, de Romanche scheidt het van het Écrinsmassief in het zuiden en van de Taillefer in het zuidwesten, en de Eau d'Olle van de Belledonne in het westen en noorden. De hoogste top is de Pic Bayle (3465 meter). Het massief herbergt enkele grote gletsjers.
In de Grandes Rousses is het grote wintersportgebied van Alpe d'Huez gelegen. Ook Saint-Sorlin-d'Arves, dat bij het skigebied Les Sybelles hoort, ligt in de Grandes Rousses.
De Grandes Rousses, met uitzondering van Saint-Sorlin in de Maurienne, worden tot de landstreek Oisans gerekend.